# Субботин, Семён Михайлович
Семен Михайлович Субботин (17 сентября 1922 — 18 января 1985, Одесса) — советский военачальник, участник Великой Отечественной войны, генерал-лейтенант.

## Биография
Родился в деревне Гамберово, сейчас Селтинского района Удмуртской Республики, в крестьянской семье. По национальности — удмурт. В раннему возрасте осиротел. Работал пастухом. В 1937 г. закончил Ульмольскую семилетнюю школу с Похвальной грамотой и поехал в Ижевск, где смог устроиться курьером «Союззаготшерть», а также продолжал обучение в вечерней школе № 4. После курсов бухгалтеров Василий Петрович Осокин - глава Республиканского Радиокомитета, который знал Субботина ещё с Гамберово - взял его бухгалтером-ревизором в радиокомитет. Там Субботин был замечен секретарем Пастуховского райкома ВЛКСМ Михаилом Трониным, который пригласил Семена Михайловича на должность начальника отдела кадров Удмуртлеспродторга. С 1940 года начальник производственного отдела Увинского леспродторга. 22 июня 1941 года добровольцем пошёл военный комиссариат, но призван был в Рабоче-крестьянскую Красную армию Увинским районным военкоматом только 22 июля 1941 года. 4 января 1942 года окончил ускоренный курс Уфимского пехотного училища, получил звание лейтенанта и направление в запасной лыжный полк, который формировался в Уфе, а потом был передислоцирован в Челябинск. Командовал взводом, ротой. По воспоминаниям Субботина в полку его представили к званию капитан, но приказ Уральского военного округа его не застал, он убыл на фронт. За боевые успехи лейтенанта Субботина произвели в старшие лейтенанты, а затем при проверке выяснилось, что он уже имеет звание капитана. Участник Великой Отечественной войны с июля 1943 года. Воевал на Южном, 4-м и 3-м Украинском фронтах. Был ранен в битве за Саур-Могилу во время Миусской операции. Перед этими боями в 1943 году вступил в ВКП(б).
Занимал должность командира отдельного миномётного батальона 18-й отдельной лыжной бригады, затем командира 1-го мотострелкового батальона, впоследствии — командира 99-го гвардейского отдельного мотоциклетного батальона в составе 6-й гвардейской механизированной бригады 2-го гвардейского механизированного корпуса. Принимал участие в освобождении Николаевской области и города Николаева. Батальон под его командованием присвоено почётное наименование «Николаевский». Впоследствии принимал участие в боевых действиях на территории Румынии, Венгрии, Чехословакии, Австрии.
В послевоенное время продолжил военную службу в рядах Вооруженных силах СССР. Окончил Военную академию Генерального штаба ВС СССР. Последняя военная должность — заместитель командующего Краснознамённым Одесским военным округом. Умер 18 января 1985 года. Похоронен в г. Одесса на 2-м Христианском кладбище.

## Воинские звания
Лейтенант — 04.01.1942;
Капитан — февраль 1942;
Майор;
Полковник;
Генерал-майор — 13.04.1964;
Генерал-лейтенант — 14.02.1978.

## Награды
- Награждён орденом Отечественной войны 2-й степени (19.12.1943), дважды орденомКрасной Звезды (30.12.1956, 22.02.1968), орденом «Знак Почета», медалью «За боевые заслуги» (19.11.1951) и другими медалями.[6]
- Иностранные награды: Орден «За боевую подготовку» I степени[7], болгарскими орденом «9 сентября 1944 года» III степени с мечами (14.09.1974) и медаль «100 лет со дня рождения Георгия Димитрова»[8], монгольской медалью «60 лет Вооруженным силам МНР»[9] (29.12.1981).
- Почётный гражданин города Николаева (07.02.1978). Почетный гражданин города Каховка (1983).

## Память
- В деревне Новая Монья Селтинского района Удмуртии установлен бюст С. М. Субботина.

## Семья
Отец Михаил Субботин умер 19 сентября 1922 года через два дня после рождения Семена Михайловича, а мать умерла в конце 1920-х. Братья Владимир Михайлович Субботин (1901-февраль 1945) красноармеец, умер от ран в эвакогоспитале № 3298, похоронен в д. Кошемзе Польша и Анатолий.